# Jan Brooijmans
Jan Brooijmans (Molenschot, 3 novembre 1929 – Rijen, 13 settembre 1996) è stato un calciatore olandese, di ruolo difensore.

## Carriera
A livello di club, Brooijmans ha giocato nelle file del Willem II, con cui ha vinto un campionato olandese, una KNVB beker e due Eerste Divisie.
Ha giocato anche due partite con la maglia della Nazionale olandese, la prima il 16 ottobre 1955 a Rotterdam contro il Belgio e la seconda, nuovamente a Rotterdam, il 10 maggio 1956 contro l'Irlanda.

## Statistiche

### Cronologia presenze e reti in Nazionale
| Cronologia completa delle presenze e delle reti in nazionale ― Paesi Bassi | Cronologia completa delle presenze e delle reti in nazionale ― Paesi Bassi | Cronologia completa delle presenze e delle reti in nazionale ― Paesi Bassi | Cronologia completa delle presenze e delle reti in nazionale ― Paesi Bassi | Cronologia completa delle presenze e delle reti in nazionale ― Paesi Bassi | Cronologia completa delle presenze e delle reti in nazionale ― Paesi Bassi | Cronologia completa delle presenze e delle reti in nazionale ― Paesi Bassi | Cronologia completa delle presenze e delle reti in nazionale ― Paesi Bassi |
| Data                                                                       | Città                                                                      | In casa                                                                    | Risultato                                                                  | Ospiti                                                                     | Competizione                                                               | Reti                                                                       | Note                                                                       |
| -------------------------------------------------------------------------- | -------------------------------------------------------------------------- | -------------------------------------------------------------------------- | -------------------------------------------------------------------------- | -------------------------------------------------------------------------- | -------------------------------------------------------------------------- | -------------------------------------------------------------------------- | -------------------------------------------------------------------------- |
| 16-10-1955                                                                 | Rotterdam                                                                  | Paesi Bassi                                                                | 2 – 2                                                                      | Belgio                                                                     | Amichevole                                                                 | -                                                                          |                                                                            |
| 10-5-1956                                                                  | Rotterdam                                                                  | Paesi Bassi                                                                | 1 – 4                                                                      | Irlanda                                                                    | Amichevole                                                                 | -                                                                          |                                                                            |
| Totale                                                                     |                                                                            | Presenze                                                                   | 2                                                                          |                                                                            | Reti                                                                       | 0                                                                          |                                                                            |

## Palmarès
- Campionati olandesi: 1

Willem II: 1954-1955
- KNVB beker: 1

Willem II: 1962-1963
- Eerste Divisie: 2

Willem II: 1956-1957, 1964-1965